# Dogana
Dogana este un oraș în San Marino, în care își are sediul echipa de fotbal AC Juvenes/Dogana.